# Cyphanthera myosotidea
Cyphanthera myosotidea är en potatisväxtart som först beskrevs av Ferdinand von Mueller, och fick sitt nu gällande namn av L. Haegi. Cyphanthera myosotidea ingår i släktet Cyphanthera, och familjen potatisväxter. Inga underarter finns listade i Catalogue of Life.